# Вольф, Каспар Фридрих
Каспа́р Фри́дрих Вольф (18 января 1734, Берлин — 22 февраля 1794, Санкт-Петербург), немецкий и российский анатом и физиолог; академик Петербургской Академии Наук (1767).

## Биография
Сын портного, переселенца из Бранденбурга. С девятнадцати лет учился в Медико-хирургической академии в Берлине; в 1756 году продолжил обучение в университете в Галле и в 1759 году защитил диссертацию «Theoria generationis», положившую начало современной эмбриологии. В науке в это время господствовало учение о преформации, или эволюции, по которому с самого начала развития в яйце находятся уже готовыми все органы зародыша. Вольфа фактически поддержал в его работе член Леопольдины Андреас Бюхнер. В своей диссертации Вольф, опираясь на точные наблюдения, научно обосновал учение об эпигенезисе, постепенном развитии зародыша из прочного зачатка. Вольф не был первым учёным, который отрицал теорию преформации, но он был первым, кто сформулировал серьёзную теорию, основанную на непосредственном наблюдении. Опровергая господствующие воззрения, Вольф навлёк на себя ожесточённые нападки учёных, особенно Бонне и Галлера.
Со введением в науку идей Вольфа и Гёте о метаморфозе растений на действительно научную почву стала морфология растений.
В Семилетнюю войну (в 1761—1763 гг.) служил врачом в полевом госпитале в Бреслау. Так как ему упорно не разрешали чтение публичных лекций по физиологии, то он в 1766 году последовал приглашению императрицы Екатерины II и стал членом Петербургской Академии наук. Приглашение поступило по рекомендации Леонарда Эйлера, который ещё в 1760 году, вскоре после появления рецензии Галлера на «Теорию генерации», написал из Берлина Г. Ф. Миллеру о Вольфе и его взглядах; 6 февраля 1761 года Эйлер вторично отмечал Вольфа: «это очень способный молодой человек, которого можно заполучить на скромных условиях. Он совершенно лишен важности, а стиль его писаний весьма скверный, несмотря на бесподобие его мыслей».
В Петербурге он напечатал работу «De formatione intestinorum» (1768).
Женился перед прибытием в Санкт-Петербург. Имел троих детей: Луиза, Мария, Карл. Жил на Васильевском острове.
Каспар Фридрих Вольф скончался 22 февраля 1794 года от инсульта в Санкт-Петербурге.
Рукописи его хранятся в Академии Наук. Опубликованные работы Вольфа использовал при написании «Идей к философии истории человечества» И. Г. Гердер.

## Сочинения
- Вольф К. Ф. Предметы размышлений в связи с теорией уродов. Перевод с латинского языка Ю. Х. Копелевич и Г. А. Лукиной. Л., 1973.
- Вольф К. Ф. Теория зарождений. М., 1950.